# Othmar Blumer
Othmar Blumer, auch Othmar Blumer-Huber (* 10. August 1848 in Glarus; † 24. April 1900 oder 25. April 1900 in Rorbas) war ein Schweizer Baumwollindustrieller und Politiker.

## Leben

### Familie
Othmar Blumer gehörte zur Familie Blumer und war der Sohn des Fabrikanten Johann Jakob Blumer (* 16. Juli 1816; † 2. November 1878) und dessen Ehefrau Elisabeth (* 25. Mai 1821; † 28. Februar 1906 in Glarus), der Tochter des Textilfabrikanten Samuel Schindler. Er hatte drei Schwestern, von denen Elisabeth Blumer (* 25. Mai 1842 in Glarus; † 1924) mit dem Unternehmer Friedrich Imhoof-Blumer verheiratet war.
Er war seit dem 29. August 1870 in erster Ehe mit Anna Maria (* 11. März 1849 in Winterthur; † 22. November 1870 ebenda), der Tochter von Salomon Volkart, verheiratet; seine Ehefrau verstarb einige Monate nach der Hochzeit. In zweiter Ehe heiratete er am 10. Februar 1873 in Diessenhofen Catharina Wilhelmine (Mina; * 23. März 1849 in Winterthur; † 9. Mai 1917 in Mammern), die Tochter des Spezereihändlers Heinrich Erhard Huber (1803–1883), die eng mit seiner ersten Ehefrau befreundet war; aus der zweiten Ehe gingen drei Söhne und eine Tochter hervor.
Durch die Familie seiner zweiten Ehefrau wurde der Unternehmer Ernst Arbenz (1851–1900) sein Schwager.
Blumer verstarb an einem Nierenleiden.

### Werdegang
Othmar Blumer besuchte die Akademie (heute Universität Neuenburg) in Neuenburg und absolvierte eine kaufmännische Lehre beim Textilhändler Friedrich Ludwig Imhoof-Hotze (1807–1893) in Winterthur. Schon nach kurzer Zeit unternahm er für das Unternehmen Reisen nach Manchester und Le Havre. Später wurde er Teilhaber des Hauses, dessen Firmenname darauf Imhoof, Blumer und Co. lautete. Nach dem Tod von Friedrich Ludwig Imhoof-Hotze trat dessen Schwiegersohn Wilhelm Gustav Adolf Biedermann (1829–1900) in das Unternehmen ein, das darauf in Blumer und Biedermann umfirmierte; die eigentliche Leitung lag hierbei seit 1870 in den Händen von Othmar Blumer. Er war als kaufmännischer und industrieller Leiter bei der Baumwollspinnerei und Buntweberei Blumer und Biedermann in Winterthur tätig und zog mit dem Unternehmen 1877 nach Rorbas-Freienstein um.
Von 1874 bis 1887 übte Blumer das Amt des Handelsrichters in der II. Sektion des Handelsgerichts aus.
Er war von 1875 bis zu seinem Tod Mitglied im Verwaltungsrat der Bank in Winterthur, der neu gegründeten Unfallversicherungsgesellschaft (heute Winterthur Group) in Winterthur und seit 1890 bei Winterthur-Seiden (siehe Sidi (Winterthur)) sowie des Verwaltungskomitees der Neuen Zürcher Zeitung.
Blumer nahm während des Deutsch-Französischen Krieges als Leutnant an der Grenzbesetzung teil und verfasste hierzu später eine Schrift. 1872 war er Leutnant bei der VIII. Armeedivision. Er wurde 1874 zum Hauptmann und 1882 zum Oberstleutnant befördert. 1884 wurde er Kommandant des 6. Dragonerregiments und 1891 zum Oberst befördert. Im darauffolgenden Jahr erhielt er das Kommando über die Kavalleriebrigade 3 des III. Armeekorps (siehe Gebirgstruppen (Schweiz)). 1893 wurde er Kommandant der Infanteriebrigade 11. 1895 nahm er seinen Abschied.

### Politisches Wirken
Othmar Blumer war anfangs ein liberaler Politiker, bis er sich zu einem radikal-demokratischen wandelte. Er galt als Experte in militärischen und wirtschaftlichen Fragen, unter anderem auf den Gebieten der Eisenbahn, Banken und im Versicherungswesen, und war ein Gegner einer selbstständig organisierten Arbeiterschaft.
Von 1872 bis 1876 und von 1878 bis 1887 war er Mitglied des Zürcher Kantonsrats. In dieser Funktion vertrat er unter anderem die Getreidetarifkommission. 1882 brachte er im Kantonsrat eine Motion mit zugehörigem Gesetzesentwurf ein, in der er ein Gesetz über die Sensale und damit die Unterstellung der Börse unter staatliche Aufsicht forderte. Der Kantonsrat folgte seinem Begehren weitgehend und erliess ein entsprechendes kantonales Börsengesetz. 1886 wurde er zum Präsidenten der kantonsrätlichen Kommission für Militärlokalitäten gewählt.
Im Jahr 1887 wurde er vom Bundesrat beauftragt, zusammen mit Nationalrat Conrad Cramer-Frey die Schweiz bei den Verhandlungen zur Erneuerung des schweizerisch-italienischen Handelsvertrages in Rom zu vertreten. Dabei arbeiteten sie eng mit dem Schweizer Gesandten Simeon Bavier zusammen. Nach dem Tod von Heinrich Rieter wurde Blumer am 2. Juni 1890 in den Ständerat gewählt und hatte dieses Amt bis zu seinem Rücktritt kurz vor seinem Tod inne. Im Jahr 1896 war er Vizepräsident und im Jahr 1897 Präsident des Ständerats. Sein Nachfolger im Ständerat wurde Paul Usteri-Escher.

### Mitgliedschaften
Othmar Blumer wurde 1880 zum Präsidenten des Ostschweizerischen Kavallerie-Vereins gewählt, der 1884 bereits 753 Mitglieder zählte.
Er war 1881 Mitglied der Grossen Zentralkommission anlässlich der Schweizerischen Landesausstellung 1883 in Zürich.

## Schriften (Auswahl)
- Erinnerungen an die Grenzbesetzung 1870/71. Winterthur 1891 (Digitalisat).